# Elon Musk
Elon Reeve Musk (* 28. června 1971 Pretorie) je podnikatel jihoafricko-kanadsko-britského původu. Založil kosmickou společnost SpaceX a stál u vzniku automobilky Tesla, kterou začal jako CEO řídit. Společnost Twitter koupil za 44 miliard dolarů a sociální síť přejmenoval na X. Založil také společnosti xAI, Starlink a Neuralink. V minulosti spoluvlastnil internetový platební systém PayPal a spoluzakládal společnost OpenAI.
V lednu 2021 jej agentura Bloomberg poprvé označila za nejbohatšího člověka světa, s majetkem převyšujícím 200 miliard dolarů. Zároveň se ale stal člověkem, který prodělal nejvíce peněz v historii. V prosinci 2024 hodnota jeho majetku překonala hranici 400 miliard dolarů.
Nejpozději od roku 2023, a zejména v souvislosti s odkupem a reorganizací Twitteru, byl spojován s propagací krajní pravice a krajně pravicových konspiračních teorií. Na svém profilu se od roku 2024 vyjadřoval k světové politice. Kritizoval některé levicové nebo progresivistické politiky a vyjadřoval podporu konzervativním, pravicově populistickým až krajně pravicovým politickým stranám. Kritici toto označovali za ovlivňování voleb.
Mezi lednem a květnem 2025 stál v čele poradního úřadu pro efektivitu vlády (DOGE), zřízeného výkonným nařízením amerického prezidenta Donalda Trumpa při zahájení jeho druhého volebního období, s úkolem snížit výdaje státního aparátu.

## Život

### Mládí
Elon Musk se narodil 28. června 1971 ve městě Pretoria v provincii Transvaal v Jihoafrické republice. Byl prvorozeným synem manželů Maye a Errol Muskových. Je křtěný anglikán. Muskův dědeček Joshua Haldemann byl v Kanadě za druhé světové války zatčen kvůli své příslušnosti k subverznímu hnutí Technocracy Incorporated, které obdivovalo Hitlera a prosazovalo zrušení demokracie a zavedení diktatury vědců a inženýrů. Haldemann dobrovolně po válce přesídlil do Jihoafrické republiky, kde se rodina usadila natrvalo. Peníze na podnikání dostal Elon od otce, který vlastnil v Africe smaragdové doly.
Má dva mladší sourozence – bratra Kimbala (narozen 1972) a sestru Toscu (narozena 1974). Jeho rodiče se rozvedli v roce 1980. Musk povětšinou žil se svým otcem na předměstí Pretorie. Takto se rozhodl dva roky po rozvodu svých rodičů, který neustále odmítal. Musk se pak odcizil od svého otce, kterého označil jako „hroznou lidskou bytost“. Má také nevlastního bratra a sestru.
V mládí byl vášnivý čtenář. V 10 letech se začal zajímat o počítače a používal počítač Commodore VIC-20. Naučil se programovat pomocí manuálu, a ve 12 letech vyvinul hru jménem Blastar, v programovacím jazyce BASIC, kterou prodal za 500 dolarů. Jeho mládí ovlivnila knižní série Nadace spisovatele Isaaca Asimova, ze které si vzal myšlenku „měli byste se pokusit podniknout řadu akcí, které pravděpodobně prodlouží civilizaci, minimalizují pravděpodobnost temného věku a zkrátí délku temného věku, pokud existuje“.
Později uvedl, že ve svých vesmírných projektech a projektech zabývajících se umělou inteligencí se inspiroval zejména třemi knižními zdroji. Byly to knihy Měsíc je drsná milenka (1966) od Roberta A. Heinleina, Série o robotech (1954–1985) Isaaca Asimova a Stopařův průvodce po Galaxii (1980) Douglase Adamse.
Musk navštěvoval Waterkloofskou domácí přípravnou školu a Bryanstonskou střední školu, poté vystudoval Pretorijskou chlapeckou střední školu. Ve škole byl jako nejmladší šikanován. Přestože se Muskův otec snažil, aby Elon vystudoval Pretorijskou vysokou školu, Musk se rozhodl přestěhovat do Ameriky, a řekl „vzpomínám si, myslel jsem si a viděl jsem, že Amerika je místo, kde jsou úžasné věci možnější, než v ostatních státech světa“. Musk věděl, že bude jednodušší dostat se do Ameriky přes Kanadu, kam se přestěhoval v červnu roku 1989, těsně před svými 18. narozeninami, i když s tím jeho otec nesouhlasil. Do Kanady se dostal díky kanadskému pasu, který získal prostřednictvím své matky, která se v Kanadě narodila.

### Vzdělání
Když čekal na dokumenty s kanadským občanstvím, studoval pět měsíců Pretorijskou vysokou školu. V Kanadě nastoupil na Královskou univerzitu, aby se vyhnul narukování do Jihoafrických obranných sil. Kanadskou univerzitu opustil v roce 1992, aby studoval ekonomii a fyziku na Pensylvánské univerzitě, kde promoval v roce 1997 s bakalářským titulem (Bachelor of Arts).
V létě roku 1994 se Musk zúčastnil dvou praxí v Silicon Valley. První byla se start-upem, zaměřeným na uskladňování energie, který se jmenoval Pinnacle Research Institute a zkoumal superkondenzátory. Druhou firmou byl paloaltský start-up jménem Rocket Science Games. Bruce Leak, který Muska najal, řekl: „Měl nekonečnou energii. Hoši v dnešní době nemají ponětí o hardwaru, nebo jak věci fungují, ale on měl minulost hackera a nebál se do toho ponořit.“
V roce 1995 začal doktorské studium aplikované fyziky na Stanfordově univerzitě v Kalifornii, ale už po dvou dnech studium ukončil, aby se mohl připojit k internetovému boomu a založit svoji první firmu Zip2.

### Osobní život
Elon Musk má kanadské, americké a jihoafrické občanství.
V letech 2000 až 2008 byl ženatý s kanadskou spisovatelkou Justine Musk. Jejich první syn Nevada se narodil v roce 2002, ale zemřel v 10 týdnech v důsledku syndromu náhlého úmrtí kojence. V roce 2004 měli dvojčata Griffina a Xaviera, v roce 2006 pak trojčata Damiana, Saxona a Kaie. V letech 2010 až 2012 a znovu v letech 2013 až 2016 byl ženatý s anglickou herečkou Talulah Rileyovou.
Dne 7. května 2018 se objevil na americkém Met Gala po boku kanadské umělkyně Grimes, se kterou začal žít. 5. května 2020 se Muskovi a Grimes narodil syn. Podle Muskova vyjádření na Twitteru dostal jméno X Æ A-12 Musk (čteno: Ex Eš Ej Tvelv). Kalifornské zákony toto jméno ale nedovolily, tudíž své dítě přejmenoval na X Æ A-Xii Musk. Roku 2021 čekali druhé dítě (dceru Exa Dark Sideræl) prostřednictvím náhradního mateřství. V září 2021 Musk uvedl, že i přes očekávání dítěte žijí s Grimes odděleně. Na konci roku se rozešli. Následně byli střídavě spolu a odděleni. V září 2023 uvedli, že spolu mají třetí dítě, syna jménem Techno Mechanicus (narozený v roce 2022). Grimes ovšem následně Muska žalovala kvůli svěření dětí do péče.
V červenci 2022 zveřejnil deník Insider soudní dokumenty, z nichž vyplývá, že Musk měl v listopadu 2021 dvojčata (dcery Azure a Strider) se Shivon Zilisovou, ředitelkou operací a speciálních projektů společnosti Neuralink. V roce 2024 se jim narodilo třetí dítě prostřednictvím náhradního mateřství.
Objevil se v seriálech Simpsonovi, Teorie velkého třesku, Městečko South Park, Rick a Morty a hrál ve filmech Iron Man 2, Proč právě on?, Machete zabíjí a Děkujeme, že kouříte.
Až do konce roku 2020 bydlel v Los Angeles, ale od prosince téhož roku pobývá v Texasu.
V pořadu Saturday Night Live v živém vysílání 8. května 2021 řekl, že má Aspergerův syndrom.

## Podnikatelská kariéra

### Počátky (Zip2, PayPal)
V září 1995 založil firmu Zip2 se svým bratrem Kimbalem, třetím zakladatelem byl investor Greg Kouri. V té době byli oba Muskové v USA coby ilegální imigranti. V roce 1999 firmu prodali za 307 mil. dolarů společnosti Compaq, která službu začlenila do svého vyhledávače AltaVista. Musk za svůj podíl obdržel 22 milionů dolarů.
V roce 1999 spoluzaložil platební společnost x.com. Ta se v roce 2000 spojila se společností Confinity a přejmenovala na PayPal. Musk společnost vedl do září 2000. V březnu 2002 byla společnost zalistována na burze NASDAQ, ještě v říjnu téhož roku ji koupila společnost eBay za 1,5 mld. dolarů. Musk jako druhý největší akcionář obdržel 165 mil. dolarů.

### SpaceX a Starlink
V roce 2002 Musk založil kosmickou společnost SpaceX. Ta učinila řadu technologických pokroků v oblastech vývoje raketových nosičů a kosmických lodí. SpaceX se snaží v dlouhodobém plánu zkonstruovat raketu, která by se dala opakovaně použít. V začátcích společnosti byla jednou z nosných vizí také udržitelná kolonizace Marsu.
V rámci společnosti SpaceX Musk založil také firmu Starlink, která vytváří satelitní konstelaci k poskytování vysokorychlostního připojení k internetu. K září 2024 měla společnost vyprodukováno a nasazeno 7000 malých satelitů v nízké oběžné dráze Země.
Společnost SpaceX funguje také jako dopravce. Vynáší náklady na oběžnou dráhu, a to hlavně pro Spojené státy americké, ale také pro další státy a společnosti a v neposlední řadě pro vlastní potřebu (například pro Starlink). V roce 2022 meziročně zdvojnásobila počet orbitálních startů a s 61 úspěšnými starty se téměř vyrovnala tehdy první Číně. Do roku 2024 společnost počet orbitálních startů opět více než zdvojnásobila. Se 134 starty zabírala již 52% podíl ze všech startů v roce 2024. V květnu 2024 ředitel NASA Bill Nelson uvedl na adresu kontroverzí okolo Elona Muska v rozhovoru, že „Elon Musk... jedno z těch skutečně nejdůležitějších rozhodnutí, která udělal, je, že si vybral prezidentku jménem Gwynne Shotwell. Ta řídí SpaceX. Je vynikající. A tak nemám žádné obavy.“

### Tesla a Tesla Energy
V roce 2004 poprvé zainvestoval do americké automobilky Tesla, která byla založena v roce 2003, a začal se podílet na jejím vedení. Svůj podíl postupně zvyšoval, až se stal jejím největším akcionářem a od roku 2008 také CEO. Právě od roku 2008 společnost prodává elektromobily (prvním modelem byl Tesla Roadster). V roce 2010 byla společnost zalistována na burze NASDAQ. Společnost Tesla se postupně stala nejhodnotnější automobilkou světa a z pohledu tržní kapitalizace jednou z nejhodnotnějších firem vůbec. Nicméně společnost čelila kritice za porušování pracovněprávních podmínek a za kroky potlačující odborovou činnost mezi zaměstnanci.
V roce 2006 investoval do společnosti SolarCity, která se ve Spojených státech zabývala instalací solárních panelů pro obytné domy. Společnost založili jeho bratranci Peter a Lyndon Riveovi. V roce 2012 byla společnost zalistována na burze NASDAQ, v roce 2016 ji sloučil se společností Tesla. Vznikla tak divize Tesla Energy na výrobu udržitelné energie. Divize také vytváří tzv. Tesla Megapack neboli velkorozměrný lithium-iontový akumulátor na skladování energie.

### The Boring Company a Neuralink
V roce 2016 založil společnost The Boring Company, která se zaměřuje na vytváření tunelů a hyperloop tras, pro zefektivnění dopravy. Nejprve byla divizí společnosti SpaceX, ale v roce 2018 byla vyčleněna jako samostatný podnik.
Roku 2016 založil také společnost Neuralink, která se zabývá neurotechnologiemi. Společnost vyvinula tzv. Brain-computer interface čili neurální rozhraní propojující mozek s počítačem. Společnost ovšem čelila kritice za vysokou míru úmrtnosti primátů, na kterých byly původně testovány čipové implantáty.

### Twitter, X
Dne 13. dubna 2022 učinil dosavadním akcionářům nabídku na koupi 100 % akcií sociální sítě Twitter za 54,20 dolaru za akcii v celkové hodnotě 43 miliard dolarů. Dne 25. dubna bylo oznámeno, že Twitter je připraven Muskovu nabídku přijmout. V říjnu 2022 Musk akvizici Twitteru za 44 miliard dolarů dokončil.
Poté, co v prosinci 2022 uživatelé Twitteru hlasovali v Muskem vytvořené anketě pro jeho odchod z pozice generálního ředitele společnosti, oznámil, že tak učiní, jakmile za sebe najde náhradu. V květnu 2023 uvedl, že jej ve funkci nahradí žena, z funkce měl Musk odstoupit během léta 2023. Ředitelkou se po něm stala Linda Yaccarinová. K dubnu 2023 pro Twitter pod Muskem pracovala již jen pětina ze všech zaměstnanců, které firma zaměstnávala před Muskovým příchodem. Musk uvedl, že firma byla výrazně prodělečná, a proto bylo nutné propustit většinu zaměstnanců.
Na začátku roku 2023 bylo médii reportováno, že Musk nechal změnit algoritmus Twitteru, aby výrazně protěžoval jeho vlastní příspěvky a ty tak měly větší dosah než jakékoliv jiné.
V květnu 2023 s Twitterem vypověděl kodex Evropské unie proti dezinformacím. Musk dlouhodobě kritizoval, že Twitter byl příliš „liberální“. Po odkoupení změnil pravidla pro moderování obsahu a obnovil dříve zablokované účty pro vážné porušení pravidel komunity. Podle vlastních slov Muska šlo o návrat k americkému principu svobody projevu. Síť ovšem poté zaznamenala nárůst misinformací a dezinformací. Podle organizací Anti-Defamation League a Centra pro boj proti digitální nenávist (CCDR) na síti dramaticky vzrostl také počet nenávistných a rasistických projevů. Síti se rovněž nedařilo čelit obsahu šířícího pornografii a dětskou pornografii. Musk následně zažaloval neziskovou organizaci Centrum pro obranu před digitální nenávistí za šíření nepravdivých informací a poškození obchodních vazeb společnosti X s inzerenty. Americký soud však v březnu 2024 žalobu zamítl. Soudce v odůvodnění uvedl: „Není možné si tuto žalobu přečíst a nedospět k závěru, že firmě X více vadí postoje CCDH než její metody sběru dat.“ Kritická média v listopadu 2024 uvedla, že se za Muska síť změnila na místo krajně pravicových konspiračních teorií a rasismu. Síť označili za toxický prostor a Muska obvinili, že ji využívá k tomu, aby cíleně měnil veřejné mínění ve prospěch krajně pravicových politik.

### OpenAI a xAI
Musk se v roce 2015 podílel na založení firmy OpenAI, která vyvinula chatovací systém ChatGPT. V roce 2018 však odstoupil z její správní rady. Roku 2024 Musk firmu OpenAI a jejího generálního ředitele Sama Altmana zažaloval.
V roce 2023 založil startup xAI zabývající se vývojem umělé inteligence. Společnost, která byla otevřena investorům, v prosinci 2023 představila chatbota Grok, kterého trénuje na textech zveřejňovaných na sociální síti X. V roce 2024 byl v rámci Groka představen generátor obrázků Aurora.

### Jmění
V průběhu roku 2020 se jeho jmění zhodnotilo přibližně o 77 %, a to zejména díky prudkému růstu ceny akcií Tesly, která zvýšila svou tržní hodnotu o 743 %. Dne 7. ledna 2021 se Musk stal podle žebříčku agentury Bloomberg nejbohatším člověkem na světě s hodnotou majetku 185 miliard dolarů, a předběhl tak Jeffa Bezose. O dva dny později jeho majetek překročil hranici 200 miliard. Kromě asi pětinového podílu v Tesle držel přibližně 48 % akcií podniku SpaceX.
V prosinci 2022 jej v důsledku poklesu ceny akcií automobilky Tesla a akvizice Twitteru na prvním místě žebříčku nejbohatších lidí světa dle agentury Bloomberg vystřídal Bernard Arnault.
V prosinci roku 2024 hodnota jeho majetku překonala hranici 400 miliard dolarů. Byl prvním člověkem, který tuto hranici překročil. Do března 2025 však hodnota jeho jmění klesla na 324 miliard dolarů.
Podle investigativní reportáže novinářů z The Washington Post z února 2025 Musk své jmění vybudoval za výrazného přispění veřejných financí, ať už šlo o dotace, daňové úlevy nebo veřejné zakázky. V průběhu dvaceti let měly jeho firmy takto z veřejných rozpočtů obdržet 38 miliard dolarů (cca 880 miliard korun). Nejvíce získaly společnosti SpaceX (22,6 miliardy dolarů) a Tesla (15,7 miliardy dolarů). Dvě třetiny z celkové sumy obdržely Muskovy firmy v letech 2020 až 2024.

## Úřad pro efektivitu státní správy (DOGE)
Již v listopadu 2024 zvolený prezident USA Donald Trump oznámil, že ve své druhé vládě vytvoří nový poradní úřad s anglickým názvem Department of Government Efficiency (DOGE) (česky překládán jako ministerstvo pro efektivitu vlády nebo úřad pro efektivitu státní správy). Nešlo ovšem o oficiální úřad federální vlády. Jeho zřízení by musel schválit Kongres. Původně měl úřad s Muskem řídit ještě Vivek Ramaswamy, ten ho ale nakonec opustil již během ledna 2025.
DOGE se pod Muskovým vedením v lednu 2025 pustil do rozsáhlých změn ve fungování federálních úřadů. Kvůli hledání úspor například tým z DOGE uvažoval o využití blockchainu ke sledování federálních výdajů, zabezpečení dat, provádění plateb nebo ke správě budov. Větší mediální zájem ale budily reorganizace a personální změny na různých úřadech. V únoru DOGE získal přístup k federálním platebním systémům. Musk se podle listu The New York Times snažil získat rozsáhlou kontrolu nad vnitřním chodem americké vlády a již v této době dosadil své dlouholeté zástupce do několika úřadů. Musk takto získal přístup k citlivým údajům amerického ministerstva financí, a to včetně systémů plateb sociálního zabezpečení a zdravotního pojištění. Musk také získal Trumpovu podporu pro uzavření Agentury pro mezinárodní rozvoj (USAID). Oznámení uzavření následovalo poté, co Trumpova administrativa propustila dva vysoce postavené bezpečnostní činitele USAID, kteří předtím odmítli Muskovým inspekčním týmům vydat tajné materiály z míst s omezeným přístupem, jelikož neměli bezpečnostní prověrku. Musk na své sociální síti X napsal: „USAID je zločinecká organizace. Je načase, aby zanikla.“
V únoru 2025 demokratičtí politici tematizovali Muskův střet zájmů. Coby šéf DOGE měl mít vliv na reorganizaci federálních úřadů, u kterých ale současně jeho firmy získaly veřejné zakázky v hodnotě desítek milionů dolarů. Dalším aspektem bylo, že Musk získal vliv nad úřady, které prošetřovaly jeho byznysové aktivity. Mělo jít o dvě desítky vyšetřování. Například USAID, na kterou se Musk v DOGE zaměřil, na podzim 2024 auditovala svůj program na pomoc Ukrajině, jehož součástí bylo i dotované dodání terminálů Starlink. Národní úřad pro bezpečnost silničního provozu zase ve stejné době vyhodnotil autonomní systém řízení u Tesly jako chybový. Bílý dům následně uvedl, že Musk DOGE neřídí a není v něm ani zaměstnán. Podle vyjádření je seniorním poradcem prezidenta bez přímých kompetencí.
Musk DOGE opustil na konci května 2025. Jen několik dní poté se vůči Trumpovi začal velmi tvrdě vyjadřovat a kritizovat jeho kroky i administrativu, za což se o několik dní později omluvil s tím, že jeho kritika byla místy až příliš tvrdá.

## Názory

### Politika

#### Domácí politika
Musk se často označuje za libertariána, ale sám sebe označuje za „politicky umírněného“ a v době, kdy žil v Kalifornii, byl registrovaným nezávislým voličem. V roce 2018 se prohlásil za jediného pravého socialistu a o Karlu Marxovi, autorovi Komunistického manifestu, prohlásil, že to byl kapitalista. Deník The New York Times napsal, že Musk „má názory, které nezapadají do (amerického) binárního politického rámce levice-pravice.“ Historicky Musk přispíval jak demokratickým, tak republikánským politikům, z nichž mnozí působí ve státech, v nichž podniká nebo má jiné zájmy. Od konce roku 2010 se Muskovy politické příspěvky téměř výhradně přesunuly k podpoře Republikánů.
V prezidentských volbách v USA v roce 2016 Musk hlasoval pro Hillary Clintonovou, v prezidentských primárkách Demokratické strany v roce 2020 podpořil kandidáta Andrewa Yanga a vyjádřil podporu jeho návrhu základního nepodmíněného příjmu. Opakovaně podpořil prezidentskou kampaň Kanye Westa v roce 2020, avšak následně podle svých slov volil v prezidentských volbách Joea Bidena. V roce 2022 Musk prohlásil, že již nemůže podporovat demokraty, protože jsou údajně „stranou rozdělení a nenávisti“ a napsal tweet, ve kterém vyzval „nezávisle smýšlející voliče“, aby ve volbách v roce 2022 volili republikány, což bylo mezi vedoucími pracovníky sociálních médií, kteří se obvykle vyhýbají stranické politické propagaci, neobvyklé. Podpořil republikána Rona DeSantise pro prezidentské volby v USA v roce 2024 a jeho sociální síť Twitter hostila oznámení DeSantisovy kampaně na službě Twitter Spaces. V květnu 2023 Musk odmítl podpořit jakoukoli konkrétní kampaň. Nakonec ale výrazně podpořil Donalda Trumpa.
Musk je proti „miliardářské dani“ a na Twitteru se přel s levicověji orientovanými demokratickými politiky, jako jsou Bernie Sanders, Alexandria Ocasio-Cortezová a Elizabeth Warrenová. Jeho argumenty však často obsahovaly arogantní urážky, Sandersovi napsal, že „nevěděl, že ještě žije,“ a Warrenovou označil za „Senátorku Karen.“ Vznesl otázky ohledně protestů Black Lives Matter, částečně na základě toho, že fráze „Ruce vzhůru, nestřílejte,“ kterou měl údajně říct George Floyd, byla vymyšlená. Musk také propagoval nepodloženou teorii týkající se útoku na manžela předsedkyně parlamentu Nancy Pelosiové, později však svůj tweet smazal.
V prezidentských volbách ve Spojených státech amerických konaných v roce 2024 podpořil Donalda Trumpa (Republikánská strana). Musk Trumpově předvolební kampani daroval 260 milionů dolarů (6,1 miliardy korun). Měl k tomu založené politické akční výbory America PAC a RBG PAC. Do hlavního výboru America PAC vložil 239 milionů dolarů. Do RBG PAC daroval 20,5 milionu dolarů. Trumpa začal podporovat v červenci 2024 poté, co byl na něj spáchán pokus o atentát, v předchozích volbách podle svých slov volil demokraty. Následně se objevil na některých předvolebních setkáních s Trumpovými příznivci. Musk měl ambici předsedat komisi pro efektivitu vlády, respektive hledání úspor ve výdajích státu. Musk také před volbami uvedl, že každý den obdaruje jednoho náhodného registrovaného voliče Trumpa v nerozhodnutých státech (tzv. swing states) milionem dolarů. Musk následně čelil soudům za vytvoření nelegální loterie. Musk si také od Trumpovy politiky sliboval vlastní byznysový prospěch. Ihned po zvolení Trumpa prezidentem se Muskovo jmění, podle odhadu časopisu Forbes, zvýšilo o vyšší desítky miliard amerických dolarů. V prosinci 2024 se Musk stal prvním člověkem, jehož jmění překročilo hranici 400 miliard amerických dolarů (9,6 bilionu korun). Od vítězství Trumpa hodnota Muskova majetku vzrostla o 66 %. 
Dne 20. ledna 2025 se na pódiu účastnil inaugurace Donalda Trumpa. Ten během svého projevu například slíbil, že Spojené státy americké přistanou na Marsu, což je i dlouhodobá ambice Muska.
V březnu 2025 Musk a jím podporované skupiny před volbami do Nejvyššího soudu ve Wisconsinu podpořily více než 20 miliony dolarů konzervativního soudce Brada Schimela. Jeho zvolením mělo dojít k převážení konzervativních sil v soudu, který podle Muska měl následně stát Wisconsin vyslat na cestu zavádění Trumpovy politiky. Kvůli zapojení Muska bylo na zdejší soudcovské volby vydáno rekordních 81 milionů dolarů. Musk také zopakoval svou taktiku motivace voličů za slíbení milionu dolarů pro dva z nich. Se ziskem 55 % hlasů přesto zvítězila demokratická kandidátka Susan Crawfordová.
V červenci 2025 ohlásil vznik vlastní politické strany. V srpnu 2025 však od plánu upustil.

#### Zahraniční politika
Musk chválil totalitní Čínskou lidovou republiku a byl popisován jako člověk, který má blízké vztahy s čínskou vládou a umožňuje společnosti Tesla přístup na její trhy. Poté, co továrna Gigafactory Šanghaj vyrobila první várku vozidel, Musk poděkoval čínské vládě a čínskému lidu a zároveň kritizoval Spojené státy a jejich obyvatele. V roce 2022 Musk napsal článek pro China Cyberspace, oficiální publikaci Čínské správy kyberprostoru, která v Číně prosazuje cenzuru internetu. Napsání článku bylo označeno za rozporné s jeho obhajobou svobody projevu. Musk se později vyslovil také pro to, aby se Tchaj-wan stal „zvláštní správní zónou“ Čínské lidové republiky, což vyvolalo kritiku tchajwanských zákonodárců napříč stranami.

Od ruské invaze na Ukrajinu ze začátku roku 2022 je Ukrajina stále více závislá na Muskově satelitní internetové službě Starlink, kterou platí americká vláda. V roce 2023 podnikla Muskova společnost SpaceX kroky k omezení využívání Starlinku na Ukrajině, což přimělo poradce ukrajinského prezidenta k poznámce, že se společnosti musí rozhodnout, zda jsou „na straně práva na svobodu“, nebo „na straně Ruské federace a jejího 'práva' zabíjet a zabírat území.“ V červenci 2023 deník New York Times zdůraznil, že Muskovy kroky měly přímý dopad na pokusy Ukrajiny získat zpět své území:
| „                                                                                | Na Ukrajině se naplnily některé obavy. Pan Musk během války několikrát omezil přístup ke Starlinku, uvedli lidé obeznámení se situací. V jednu chvíli odmítl žádost ukrajinské armády o zapnutí Starlinku poblíž Krymu, území kontrolovaného Ruskem, což ovlivnilo strategii na bojišti, | “ |
| — Elon Musk's Unmatched Power in the Stars. The New York Times (28. června 2023) | |   |

V říjnu 2022 Musk na Twitteru zveřejnil anketu a „mírový plán“, jak vyřešit ruskou invazi na Ukrajinu. Objevily se zprávy, že Musk před návrhem údajně mluvil s ruským prezidentem Vladimirem Putinem, což Musk popřel. V srpnu 2023 po hovoru s Putinem navrhl vypnout Ukrajině připojení k internetu.
V březnu 2024 Musk zpochybnil na své síti X potřebnost existence NATO, což vyvolalo negativní reakce. Dostatečným důvodem pro zánik NATO podle něj mělo být rozpuštění vojenského paktu Varšavské smlouvy v roce 1991. Samotná síť X k jeho příspěvku přidala vysvětlující kontext: „Varšavská smlouva byla reakcí na NATO, nikoli naopak. NATO je systém kolektivní bezpečnosti, který není zaměřen na jediného protivníka a působí v Evropě, Africe a Asii.“. Lotyšský prezident Edgars Rinkēvičs Muska upozornil, že ruská hrozba stále nepominula.
V prosinci 2024 Musk kritizoval premiéra Kanady Justina Trudeaua (Liberální strana), a to za jeho komentář, ve kterém uvedl, že prohra Kamaly Harris (Demokratická strana) v prezidentských volbách USA je prohra celého hnutí žen. Musk uvedl, že Trudeauova vláda „nebude mít dlouhého trvání“ a že „již nebude znovuzvolen“. V lednu 2025 Musk sdílel rozhovor mezi Jordanem Petersonem a lídrem kanadské opozice Pierrem Poilievrem (Konzervativní strana). Vůči Poilievrovi se vyjádřil pozitivně, což bylo chápáno jako vyjádření podpory. Začátkem ledna 2025 Justin Trudeau oznámil, že hodlá rezignovat na funkce předsedy vlády i stranického lídra. Vedla ho k tomu dlouhodobá neoblíbenost mezi voliči a snaha představit do voleb stranu s novým lídrem, který by měl lepší šance na zvolení.
Od srpna 2024 Musk kritizoval britského předsedu vlády Keira Starmera (Labouristická strana). Příčinou mělo být úsilí britské vlády o regulaci sociálních sítí ve vztahu k boji s šířením dezinformací a předsudků vedoucích k násilí. Britský stát v této době připravoval zákon o bezpečnosti na internetu, který navrhoval pokutu až 18 milionů liber nebo ve výši deseti procent světových příjmů společnosti za neodstranění nelegálního obsahu. Musk nejprve reagoval na útok v Southportu. V srpnu 2024 napsal pod video z probíhajících nepokojů ve Spojeném království, že „občanská válka je nevyhnutelná“, což britská vláda následně odsoudila. V dalších měsících Musk Starmera například obvinil z vedení „dvoustupňového“ soudního systému, který podle něj přísněji zachází s bělochy. V listopadu 2024 Musk na svém profilu (s více než 200 miliony sledujících) propagoval internetovou petici, která vyzývala k okamžitým novým parlamentním volbám ve Spojeném království. Do příspěvku také napsal: „Lidé v Británii už mají dost tyranského politického státu.“ Díky této propagaci ji do ledna 2025 podepsaly tři miliony osob. V prosinci 2024 kritizoval Starmera kvůli deset let starému skandálu s mnohaletým zneužíváním stovek nezletilých dívek pákistánskými gangy ve městech Rotherham, Oxford nebo Rochdale. Musk Starmera, do roku 2013 ředitele veřejné prokuratury, obvinil ze selhání a z utajování případů. Starmer ale o případech nerozhodoval. Naopak podpořil obnovení procesu, když se případ dostal jím jmenovanému podřízenému. Ten navíc prohlásil, že za Starmera došlo k nejvíce usvědčením ze znásilnění v historii. Musk vedle toho podpořil volání po propuštění uvězněného britského protiislámského a krajně pravicového aktivisty Tommyho Robinsona. Současně vyjádřil podporu pravicově populistické straně Reform UK Nigela Farage. Krátce poté ale Musk Farage zkritizoval. Na své síti X napsal, že „Reform UK potřebuje nového lídra, protože Farage na to nemá“. Kritika následovala poté, co se Farage distancoval od Muskovy podpory Tommyho Robinsona. Tyto Muskovy tweety následně způsobily rozkol ve straně Reform UK, když část straníků začala volat po rezignaci Farage.
Poté, co v Německu středo-levá vláda Olafa Scholze ztratila v prosinci 2024 důvěru a byly vypsány předčasné parlamentní volby na únor 2025, Musk zaútočil na spolkového prezidenta Franka-Waltera Steinmeiera (SPD). Toho na svém profilu označil za „protidemokratického tyrana“. V dalších příspěvcích útočil na kancléře Olafa Scholze (SPD), kterého mimo jiné označil za „blázna“. V téže době Musk podpořil krajně pravicovou a nacionalistickou stranu Alternativa pro Německo (AfD), když napsal, že „jen AfD může Německo zachránit“. Politici napříč spektrem následně Muska obvinili z ovlivňování voleb. V lednu 2025 na síti X vysílal svůj rozhovor se spolupředsedkyní AfD Alice Weidelovou. Ta ho označila za „první nezaujatý rozhovor, který podstoupila“. Živě ho sledovalo až 200 tisíc lidí.

### Pandemie covidu-19

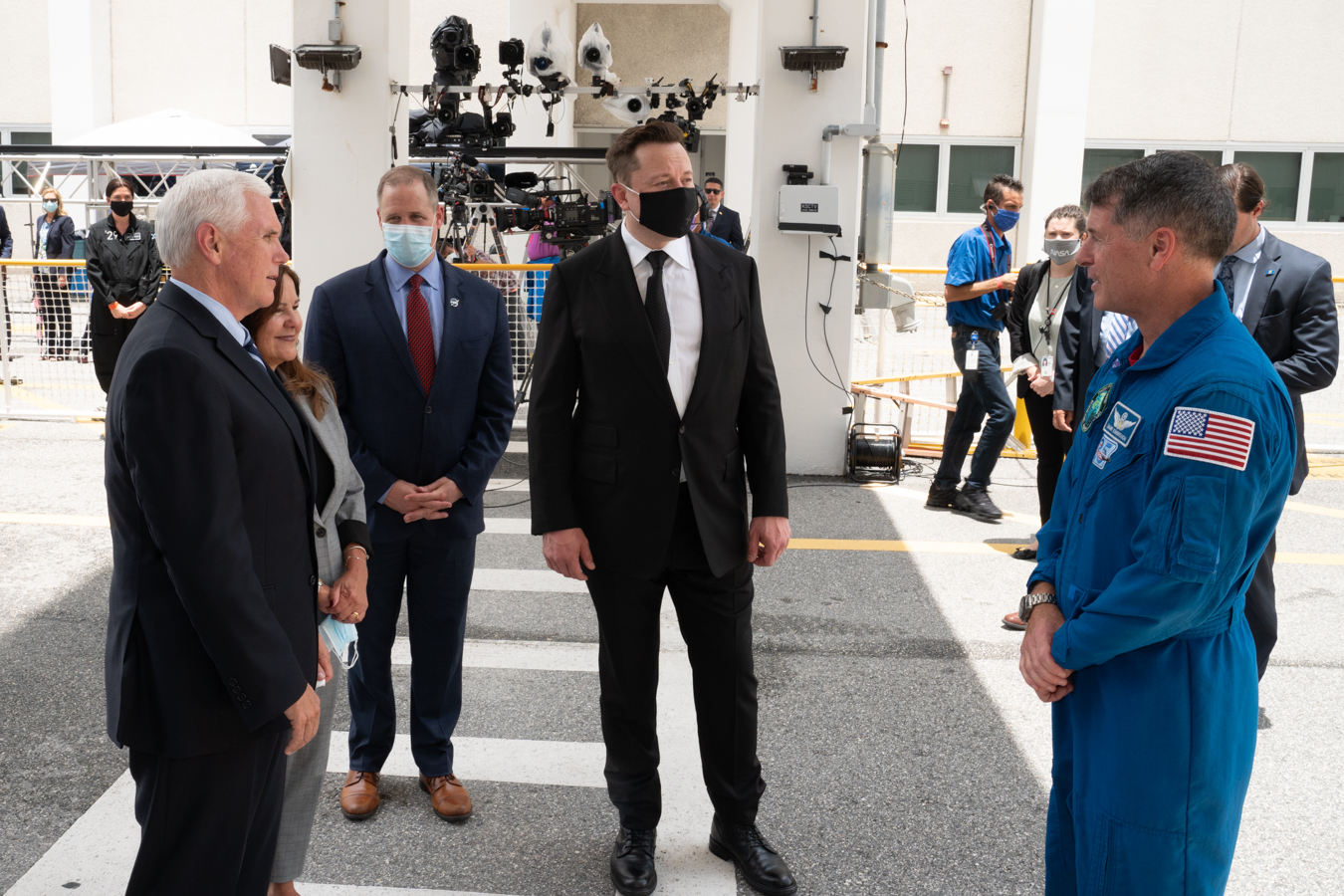
Elon Musk s viceprezidentem USA Mikem Pencem v roce 2020. Musk má na sobě roušku.

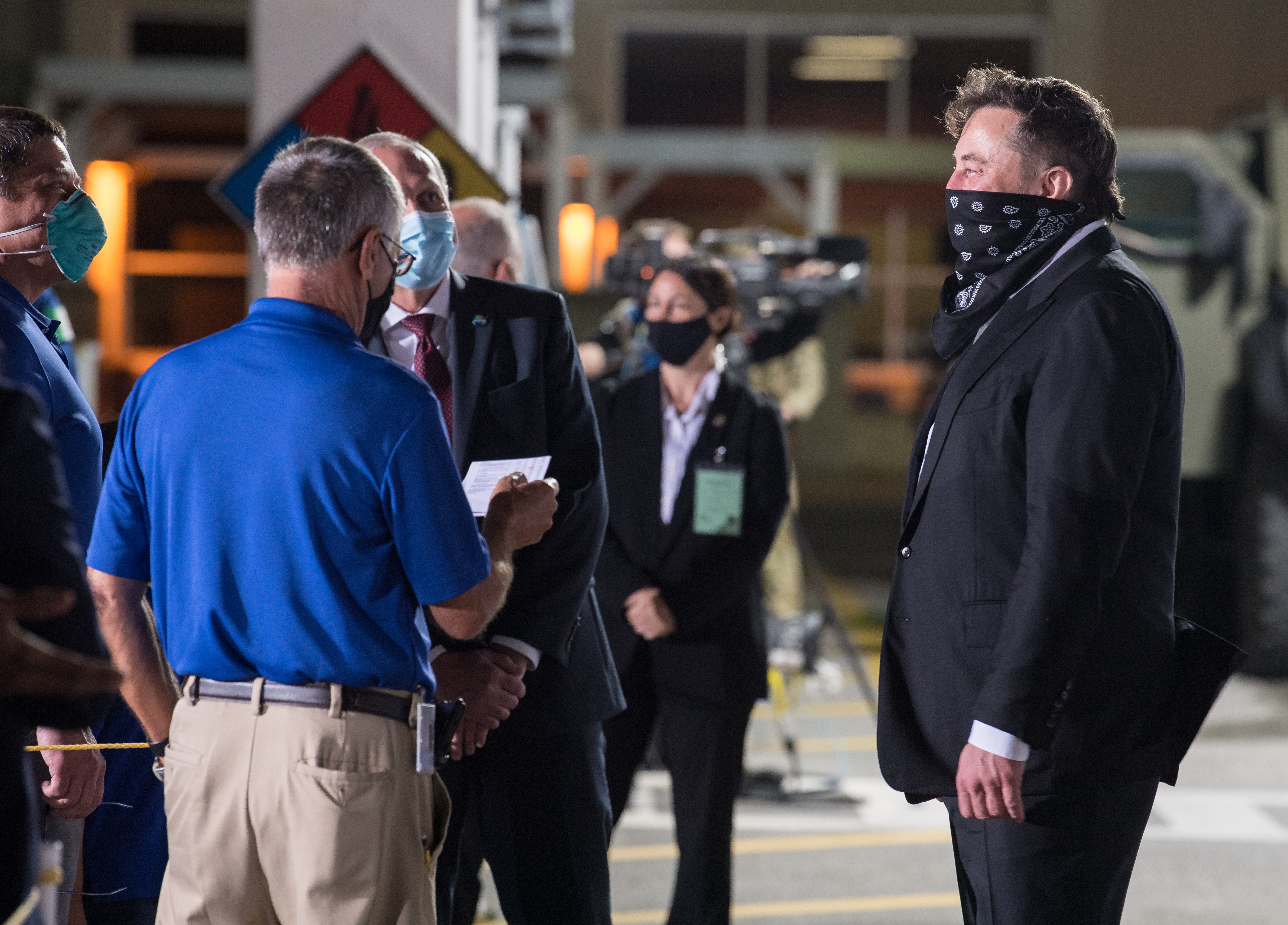
Elon Musk se šátkem během pandemie covidu-19

Musk byl kritizován za své veřejné komentáře a chování v souvislosti s pandemií covidu-19. Šířil o viru dezinformace, včetně propagace široce zdiskreditovaného článku o prospěšnosti chlorochinu a tvrzení, že statistiky úmrtí na covid-19 jsou nadsazené.
V březnu 2020 Musk prohlásil: „Panika kolem koronaviru je hloupá.“ V e-mailu zaměstnancům společnosti Tesla Musk označil covid-19 za „specifickou formu běžného nachlazení“ a předpověděl, že potvrzené případy covidu-19 nepřesáhnou 0,1 % americké populace. Dne 19. března 2020 Musk předpověděl, že do konce dubna bude v USA pravděpodobně téměř nula nových případů. Politico toto prohlášení označilo za jednu z „nejodvážnějších, nejsebevědomějších a nejokázaleji nesprávných prognóz roku 2020.“ Musk také nepravdivě tvrdil, že děti „jsou vůči covidu-19 v podstatě imunní.“
Musk odsoudil lockdowny a zpočátku odmítl v březnu 2020 uzavřít továrnu Tesla Fremont, čímž se vzepřel místnímu příkazu k setrvání v práci. V květnu 2020 otevřel továrnu Tesla, čímž se vzepřel místnímu příkazu k setrvání doma a varoval zaměstnance, že pokud se nedostaví do práce, nedostanou zaplaceno a mohou být ohroženy jejich dávky v nezaměstnanosti. V prosinci 2022 Musk vyzval k trestnímu stíhání bývalého ředitele Národního institutu pro alergie a infekční choroby Anthonyho Fauciho.
V březnu 2020 Musk slíbil, že v případě nedostatku vyrobí Tesla přístroje na podporu dýchání. Poté, co na Muskovu nabídku reagovaly osobnosti jako starosta New Yorku Bill de Blasio, Musk nabídl, že věnuje ventilátory, které Tesla vyrobí nebo koupí od třetí strany. Nakonec však koupil a daroval přístroje BiPAP a CPAP, což jsou přístroje, které podporují dýchání člověka schopného dýchat samostatně, a nikoli mnohem dražší a vyhledávanější mechanické ventilátory, které jsou schopny dýchat za pacienta zcela.
V září 2020 Musk prohlásil, že se nenechá očkovat vakcínou proti covidu-19, protože on ani jeho děti „nejsou touto nemocí ohroženi.“ O dva měsíce později se Musk nakazil, ale naznačil, že výsledky jeho rychlého antigenního testu jsou pochybné, protože byl čtyřikrát testován na stejném zařízení se stejnou zdravotní sestrou, ale obdržel stejný počet pozitivních a negativních výsledků. V návaznosti na to postdoktorandka z Centra pro léčbu rakoviny princezny Margaret v Torontu na Twitteru vysvětlila, proč tento výsledek nepodkopává hodnotu testu, a označila Muska za „vesmírnou Karen“ („Space Karen“), což se následně stalo memem na Twitteru.
V prosinci 2021 Musk prozradil, že on a jeho způsobilé děti vakcínu dostali, a uvedl, že vědecké poznatky o vakcínách proti covidu-19 jsou „jednoznačné“, ale vyjádřil svůj nesouhlas s povinným očkováním proti viru.

### Mimozemský život
Tvrdí, že je „velká šance na existenci jednoduchého života na ostatních planetách“, avšak „otázkou je, zda existuje inteligentní život ve známém vesmíru“. Později vysvětlil své naděje, že „inteligentní život ve známém vesmíru existuje“ tím, že je to „pravděpodobnější, než kdyby nebyl, ale je to jen odhad“.

### Umělá inteligence
Často hovoří o potenciálním nebezpečí umělé inteligence (AI), označuje ji za „nejvážnější hrozbu pro přežití lidské rasy“. Během interview na sympoziu MIT popsal umělou inteligenci jako největší existenční hrozbu a dále „čím dál víc si myslím, že by měla existovat nějaká regulační ochrana, možná na národní i mezinárodní úrovni, abychom si byli jisti, že neuděláme nějakou hloupost“. Vytvoření umělé inteligence hodnotí termínem „vyvolání démona“.
Navzdory tomu investoval do firmy, vyvíjející umělou inteligenci DeepMind, a Vicarious (další společnost pracující na zvýšení inteligence strojů) a v roce 2015 spoluzaložil výzkumnou organizaci OpenAI. Při těchto investicích upřesnil, že tyto investice „nebyly provedeny z hlediska jejich návratnosti, ale kvůli dohledu na současný stav vývoje v oboru“.
Také říká: „Ve filmech na toto téma, jako například Terminátor, se události vyvíjejí děsivě. A my bychom se měli postarat, aby byly dobré, ne špatné.“

### Cestování do vesmíru
Snaží se prostřednictvím kosmické společnosti SpaceX snížit náklady na vesmírné cestování. Právě SpaceX se stala první firmou, která uvedla do provozu vesmírné rakety na více použití. Jedním z hlavních cílů společnosti SpaceX je zahájení kolonizace Marsu. Společnost představila plán marsovské dopravní infrastruktury. Mezi lety 2011 a 2017 byla pro tento účel vyvíjena a testována raketa Red Dragon (upravená verze rakety Dragon 2). Koncept byl následně ukončen a přešlo se k vývoji rakety Starship. První let vesmírné lodi Starship k Marsu byl naplánován na rok 2022. Mělo jít o let bez posádky. O dva roky později se měl podle plánu uskutečnit let s posádkou. Ovšem vývoj se opozdil. Teprve v roce 2024 bylo v testovacích letech (Starship Integrated Flight Test 3 a Starship Integrated Flight Test 4) dosaženo žádoucích výsledků s vysláním na oběžnou dráhu a návratem. První bezpilotní let byl nově plánován do roku 2026.

### Transgender
Již v roce 2020 byl Musk na Twitteru kritický k používání zájmen spojených s plejádou genderových identit. Za urážlivé tweety byl označován za transfoba a propagátora antigenderových hnutí. V prosinci 2022 zesměšňoval použití zájmen svým tweetem: „Má zájmena jsou: stíhejte/Fauciho“. Následně vysvětloval, že jednak volal po vyšetření případných pochybení Anthonyho Fauciho, ředitele Národního ústavu pro alergie a infekční nemoci (NIAID), během pandemie covidu-19, a současně, že se domnívá, že „uvádění svých preferovaných zájmen, aniž by se někdo ptal, je neslušné a nikomu to nepomáhá“.
Po koupi Twitteru Musk v červnu 2023 zrušil pravidlo, které od roku 2018 zakazovalo oslovovat uživatele jiným zájmenem, než které preferovali. Pravidlo bylo zavedeno zejména na ochranu před kyberšikanou vůči transgender lidem. Podle Muska je taková praxe nejvýše neslušností, nikoliv porušováním zákona. V červenci 2023 začal Twitter blokovat účty užívající výraz „cis“ nebo „cisgender“. Tento termín popisuje osobu, jejíž genderová identita je shodná s jejím biologickým pohlavím. Jde tedy o opak výrazu transgender. Tento krok byl kritizován.
V roce 2022 jeho dítě, Xavier Alexander Musk, které se narodilo s mužským biologickým pohlavím, si nechalo úředně změnit pohlaví na ženské a zvolilo si nové jméno Vivian Jenna Wilson. Ke změně jména přistoupilo i proto, aby se odřízlo od svého biologického otce, Muska. Jedním z důvodů byly Muskovy názory proti transgender lidem, které veřejně sdílel na svém profilu. V červnu 2024 Musk v rozhovoru s Jordanem Petersonem prohlásil, že byl „oklamán“ při získání souhlasu s procesem tranzice jeho tehdy šestnáctiletého dítěte. Musk uvedl, že takto „ztratil svého syna“. Tato zkušenost z něj, podle vlastních slov, udělala odpůrce genderové tranzice a bojovníka „za zničení woke viru mysli“. Dále pronesl, že „tranzice nezletilých je zlo a její obhájci by měli jít do vězení“. Na X po rozhovoru Musk napsal, že jeho dítě se narodilo „gay a mírně autistické“ a tvrdil, že tyto charakteristiky „přispěly k genderové dysforii“. Vivian Jenna Wilson následně reagovala na prohlášení svého otce tak, že jeho popis je zcela chybný. Podle jejích slov byl Musk absentující otec, který pokud už byl přítomen, tak ji obtěžoval pro její feminní chování. Uvedla také, že Musk šíří stereotypy o transgender a queer lidech.
V červenci 2024 prohlásil, že přesune sídla svých společností SpaceX a platformy X z liberální Kalifornie do konzervativního republikánského Texasu. Důvodem bylo přijetí kalifornských státních zákonů na veřejnou ochranu genderových identit nezletilých. Jeden z nich například zakazoval zaměstnancům škol informovat rodiče o preferovaných zájmenech jejich dětí. Do Texasu Musk již dříve, v roce 2021, přesunul sídlo společnosti Tesla. A sám má v tomto státě adresu trvalého pobytu. Jedním z dalších důvodů je, že stát Texas nevybírá žádnou daň z příjmu.

### Obvinění z antisemitismu
Musk byl několikrát obviněn z antisemitismu a to zejména ve spojitosti s šířením konspiračních teorií vůči židovskému filantropovi Georgeovi Sorosovi. Musk například ve starším díle podcastu The Joe Rogan Experience Joea Rogana řekl: „Podle mého názoru George Soros zásadně nenávidí lidstvo“. Dále uvedl, že Soros činí věci, které „narušují strukturu civilizace“ a „Víte, nechává zvolit státní zástupce, kteří odmítají stíhat trestné činy“. V roce 2025 také zkritizoval, že prezident Joe Biden udělil Sorosovi státní vyznamenání.
V roce 2023 Musk na Twitteru prohlásil, že organizace jako Anti-Defamation League pokrytecky šíří „protibělošskou“ nenávist, před kterou samy varují. Krátce poté ale prohlásil, že zablokuje účty podporující Hamás (v probíhající válce Izraele s Hamásem). Současně zakázal užívání pojmů „from the river to the sea“ a „dekolonizace“, které podle něj jasně vyjadřují podporu genocidě.
V lednu 2024 navštívil koncentrační tábor v Osvětimi. Spolu s ním cestu podnikli ředitel Evropské židovské asociace Menachem Margolin, konzervativní politický komentátor Ben Shapiro a přeživší holokaustu Gidon Lev. Podle The New York Times byla Muskova cesta snahou o napravení svého mediálního obrazu. Gidon Lev později uvedl, že „byl jen rekvizitou, se kterou se mohl Musk vyfotit“. Jeho účast na Muskově návštěvě domluvila Židovská asociace.
Na inauguraci amerického prezidenta Donalda Trumpa dne 21. ledna 2025 Musk opakovaně pozvedl pravici, která připomínala způsob, jak zdravili nacisté (hajlování) nebo italští fašisté. Izraelský premiér Benjamin Netanjahu (Likud) se krátce poté Muska zastal. Uvedl, že Musk je v souvislosti s gestem „falešně očerňován“ a že je „skvělým přítelem Izraele“. Musk následně tweetoval vtipy týkající se nacistického Německa. Například napsal: „Don’t say Hess to Nazi accusations! Some people will Goebbels anything down! Stop Gőring your enemies! His pronouns would’ve been He/Himmler! Bet you did nazi that coming.“ Muskův vtip odsoudili například Jonathan Greenblatt, předseda Anti-Defamation League, a Ted Deutch, předseda Amerického židovského výboru.

## Ostatní činnosti

### Filantropie
V roce 2001 založil nadaci Musk Foundation. Účelem nadace má být poskytovat solární energii v oblastech zasažených katastrofami nebo pro vědecké účely. Do roku 2020 nadace vykázala 350 darů. Polovina šla vědeckým organizacím, například Nadaci Wikimedia nebo Pensylvánské univerzitě.
V roce 2012 se připojil ke kampani The Giving Pledge Billa Gatese a Warrena Buffetta. Tím se zavázal, že během svého života, nebo ve své závěti, rozdá většinu svého bohatství charitám a neziskovým organizacím.
Roku 2021 daroval 100 milionů dolarů do programu Xprize Foundation jako odměnu pro vědce, kteří přinesou významný technologický pokrok v sekvestraci uhlíku. Téhož roku časopis Forbes kritizoval, že přes své závazky, Musk do té doby daroval méně než jedno procento svého tehdejšího bohatství. V listopadu 2021 Musk zveřejnil, že daroval 5,7 miliardy dolarů různým nadacím. Nicméně následně se ukázalo, že celá suma šla Muskově vlastní nadaci, která tím zvýšila svou hodnotu na 9,4 miliardy dolarů. Během roku 2022 bylo zaznamenáno, že Muskova nadace nevykonává dostatečné aktivity ani pro uznání úlevy na daních a že více než polovina darů nadace směřuje na Muskovy projekty.

### Záchrana z jeskyně Tham Luang
V červenci 2018 Musk veřejně oznámil, že zadal svým zaměstnancům vyvinout malou ponorku, která by pomohla při záchraně dětí z jeskyně Tham Luang v Thajsku. Britský záchranář Rick Stanton, který vedl záchranou operaci, Muska v tomto podpořil coby záložní plán, pokud by záplava jeskyně postoupila. Nicméně vyjádřil pochybnosti o funkčnosti a obvinil Muska, že „na sebe strhává pozornost“. Inženýři miniponorku vyvinuli a Musk ji doručil do Thajska. Tam ale bylo její použití odmítnuto jako nevhodné. Musk byl přesto mezi 187 lidmi, které thajský král Mahá Vatčirálongkón v roce 2019 ocenil za pomoc při záchraně.
Britský amatérský jeskyňář Vernon Unsworth, který danou jeskyni několik let studoval a sloužil jako poradce záchranné operace, kritizoval na stanici CNN Muskovu ponorku coby absurdní řešení, které bylo spíše vlastním propagačním činem než reálnou pomocí. Uvedl například, že Musk vůbec nevěděl, jaký je profil jeskyně. Musk následně na Twitteru kontroval, že by ponorka fungovala a Unswortha označil za „pedo chlápka“. Musk později tweet smazal a omluvil se. Unsworth přesto Muska zažaloval za urážku na cti a požadoval kompenzaci ve výši 190 milionů dolarů. Porota ovšem Muska zprostila obvinění.

### Kontroverzní používání soukromého tryskáče
Musk prostřednictvím firmy Falcon Landing LLC vlastní dva soukromé tryskáče. I vzhledem ke své rétorice o významu obnovitelných zdrojů a udržitelnosti byl kritizován za vysokou míru užívání těchto letadel. Jen v roce 2018 nalétal přes 150 tisíc mil, čímž spálil velké množství fosilního paliva. Muskovo využívání soukromých tryskáčů je na internetu sledováno službou ElonJet. Musk v reakci této službě zablokoval účet na Twitteru. A dočasně zablokoval účty novinářů, kteří o tomto napsali články.